# 파이어하우스
파이어하우스(FireHouse, 또는 Firehouse)는 1984년 리치먼드 (버지니아주)에서 결성된 미국의 하드 록 밴드이다. 이후 샬럿으로 옮겨 1989년 에픽 레코드와 계약했다. 이 밴드는 1990년대 초 "Don't Treat Me Bad", "All She Wrote", "Reach for the Sky" 같은 차트 히트 싱글과 그들의 대표적인 파워 발라드인 "Love of a Lifetime", "When I Look into Your Eyes", "I Live My Life for You"로 명성을 얻었다. 1992년 아메리칸 뮤직 어워드에서 파이어하우스는 "가장 좋아하는 새로운 헤비메탈/하드 록 아티스트" 부문 상을 수상했다.
1990년대가 진행되면서 이 밴드는 아시아, 주로 일본과 태국, 인도, 말레이시아, 필리핀, 인도네시아, 싱가포르와 같은 동남아시아 국가들에서 매우 인기를 유지했다. 그들은 또한 남미와 유럽에서도 인기를 유지했다. 파이어하우스는 1990년대 후반부터 2000년대 초반까지 계속해서 새로운 음반을 발표했으며, 대부분 일본에서 성공적으로 차트 진입했다. 이 밴드는 또한 같은 장르의 다른 밴드들과 함께 연례 록 네버 스톱스 투어에 두 번 참여하며 국제적으로 투어를 계속했다. 파이어하우스는 데뷔 이후 전 세계적으로 700만 장 이상의 앨범을 판매한 것으로 추정된다.
원래 보컬리스트/키보디스트 C. J. 스네어, 기타리스트 빌 레버티, 드러머 마이클 포스터, 베이시스트 페리 리처드슨으로 구성되었던 이 밴드는 2000년 탈퇴한 리처드슨을 제외하고는 원래 멤버들을 유지했다. 리처드슨은 현재 베이시스트인 앨런 맥켄지가 2004년에 자리를 맡기 전까지 두 번 교체되었다. 스네어는 2024년 4월 5일 사망할 때까지 파이어하우스의 리드 싱어로 남아있었다. 그는 2023년부터 건강 문제로 스네어를 대신하여 임시 리드 보컬로 밴드와 함께 투어했던 전 아메리칸 아이돌 시즌 21 참가자 네이트 펙으로 교체되었다.

## 역사

### 초기 시작

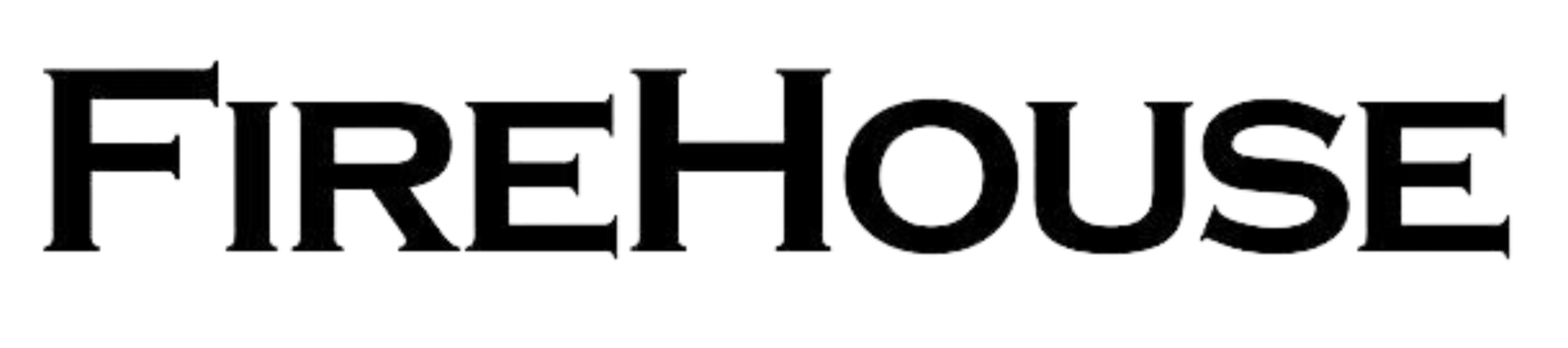
밴드 로고

파이어하우스의 역사는 1984년 레버티의 밴드 화이트 히트에 드러머가 필요했을 때로 거슬러 올라간다. 20번이 넘는 오디션 끝에 현재 파이어하우스의 드러머인 마이클 포스터가 광고에 응했고, 레버티는 그의 실력에 감탄하여 그를 빠르게 고용했다. 밴드가 투어 중이 아닐 때는 레버티와 포스터는 록 클럽을 방문했는데, 이 클럽들 중 한 곳에서 맥스 워리어라는 밴드를 발견했다. 그 밴드에서 노래를 부르고 있던 사람은 C. J. 스네어였고, 밴드의 베이시스트는 페리 리처드슨이었다. 레버티와 포스터는 스네어의 보컬 실력에 감탄했고, 그 밴드들을 하나로 합치기로 결심했다. 맥스 워리어가 해체되자마자 레버티는 스네어에게 자신의 노래 몇 곡을 보내 테이프에 노래를 불러달라고 요청했다. 포스터와 레버티는 다시 한번 감탄했고, 몇 주 후 버지니아주에서 열린 공연에서 스네어를 밴드의 리드 싱어로 영입했다.

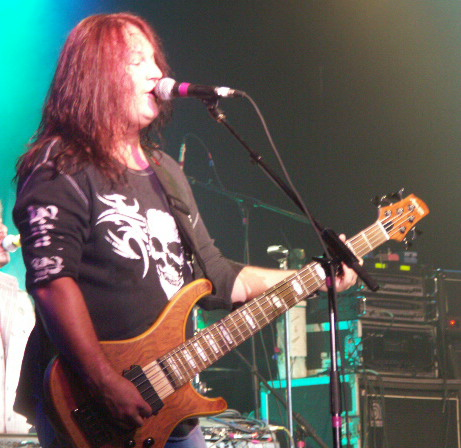
파이어하우스 베이시스트 앨런 맥켄지, 2007년 노스다코타주

세 명의 멤버로 구성된 이 그룹은 그들의 테이프를 맥스 워리어의 전 베이시스트인 페리 리처드슨에게 가져갔는데, 그는 마음에 들어 했지만 당시 자신이 소속된 밴드와 6개월 계약을 맺은 상태라고 말했다. 계약이 끝나자 리처드슨과 그의 새 밴드 동료들은 샬럿으로 이사했고 레버티의 침실에서 데모 녹음을 시작했다. 밴드는 낮에는 녹음하고 밤에는 수입을 얻기 위해 호텔에서 공연을 했다. 레버티와 포스터의 밴드 이름인 화이트 히트는 상표권이 있었기 때문에 밴드는 대신 파이어하우스를 선택했다. 1989년 12월, 에픽 레코드의 마이클 캐플런이 샬럿으로 날아와 파이어하우스 공연을 보고는 공연 직후 밴드에게 음반 계약을 맺을 준비가 되었다고 말했다. 밴드는 데이비드 프레이터를 프로듀서로 하여 스튜디오에 들어갔다. 나중에 드림 시어터와 같은 밴드를 프로듀싱하고 산타나와 함께 드럼을 쳤던 프레이터는 밴드의 첫 두 앨범을 프로듀싱했다.

### 1990년대 성공
1990년 밴드의 자서전적인 데뷔작인 FireHouse는 많은 비평가들의 찬사를 받았다. 밴드는 1992년 아메리칸 뮤직 어워드에서 최고의 신인 하드 록/헤비메탈 밴드 상을 수상했다(밴드는 또한 1993년 아메리칸 뮤직 어워드에서 동일한 카테고리의 상을 그런지 밴드이자 에픽 레코드 레이블 동료인 펄 잼에게 수여했다). 또한 메탈 엣지 매거진 선정 1991년 최고의 신인 밴드, 영 기타 매거진 선정 1991년 최고의 신인, 뮤직 라이프 매거진 독자 인기 투표 1992년 올해의 최고의 신인으로 선정되었다. 밴드의 첫 앨범은 미국에서 200만 장 이상 판매되었고, RIAA로부터 더블 플래티넘 인증을 받았다. 밴드의 세 번째이자 가장 성공적인 싱글인 "Love of a Lifetime"은 50만 장 이상 판매되어 3위에 올랐다. 더 강렬한 록 음악인 "Don't Treat Me Bad"는 14위에 올랐다. 앨범의 첫 싱글인 "Shake & Tumble"은 라디오에서 성공을 거두며 밴드에게 주목을 받았지만, 팝 차트에는 진입하지 못했고 메탈 라디오에서만 성공했다. 이 앨범은 캐나다, 싱가포르, 일본에서 골드 인증을 받았다.
밴드는 1992년 Hold Your Fire로 인상적인 데뷔를 이어갔다. 최근 그런지와 얼터너티브 록의 폭발적인 인기로 인해 전작만큼 성공적이지는 못했지만, 『Hold Your Fire』는 세 개의 더 많은 차트 히트 싱글을 냈고 미국에서 골드 인증을 받았다. 현재까지 『Hold Your Fire』는 미국에서만 87만 3천 장 이상 판매되었다. 앨범의 싱글로는 "Sleeping with You", "Reach for the Sky", 그리고 파워 발라드 "When I Look into Your Eyes"가 포함되었다. 후자의 싱글은 미국에서 톱 10 히트곡이 되었다.
밴드의 세 번째 앨범인 3에서는 프로듀서를 교체했다. 레드 제플린, 오지 오스본, 유럽, 하트 등 많은 그룹의 프로듀서로 활동했던 론 네비슨이 이 앨범을 프로듀싱했다. 1995년 『3』 발매 당시 미국에서의 밴드 성공은 시들해졌지만, 이 앨범은 해외에서 그 어느 때보다 더 큰 성공을 가져다주었다. 이전 앨범들에 비해 미국에서는 잘 팔리지 않았음에도 불구하고, 이 앨범은 여러 아시아 국가에서 골드 인증을 받아 밴드에게 인도와 태국과 같은 국가에서 투어할 기회를 주었다. 앨범의 리드 싱글인 "I Live My Life for You"는 미국에서 밴드의 세 번째 Top 40 발라드였다. 스네어는 산업의 급격한 변화에도 불구하고 파이어하우스는 1995년까지 사운드에 급격한 변화를 주지 않고도 Top 40 히트를 기록한 유일한 장르 밴드라고 언급했다. 『3』의 후속작인 『Good Acoustics』는 그들의 히트곡들을 어쿠스틱으로 편곡한 곡들과 4개의 신곡을 모아놓은 앨범이었다. 밴드의 기타리스트 빌 레버티가 프로듀싱한 『Good Acoustics』는 말레이시아, 태국, 필리핀을 포함한 전 세계 6개국에서 골드 레코드를 기록했다. "In Your Perfect World", "You Are My Religion", "Love Don't Care"는 많은 아시아 국가에서 히트했다. 앨범 발매 후 밴드는 1996년 말에 끝난 두 번째 아시아 투어를 시작했다. 이어서 1997년 2월 인도네시아, 태국, 일본 투어를 포함하여 여러 매진 공연이 이어졌다. 밴드는 7월에 동남아시아로 돌아와 인도네시아의 전례 없는 25개 도시 매진 투어를 진행했다.
이후 밴드는 1989년 에픽 레코드와 계약한 지 8년 만에 미국에서의 레이블 홍보 부족으로 인해 계약 해지를 요청했다. 그들은 일본의 포니캐년과 계약하며 중요한 변화를 맞이했다. 미국에서 1980년대 록 음악의 인기가 하락하고 아시아 및 해외 다른 지역에서의 꾸준한 명성 덕분에, 그들은 새로운 레이블과 함께 『Category 5』를 발매하는 데 동의했다. 그들은 1998년과 1999년에 걸쳐 아시아 전역에서 집중적으로 투어하며 앨범으로 큰 성공을 거두었다. 그들은 또한 미국에서도 집중적으로 투어를 계속했는데, 1998년 미국 전역에서 열린 최초의 "록 네버 스톱스 투어"에 참여했다. 이 투어에는 동료 1980년대 록 밴드인 슬로터와 콰이어트 라이엇이 참여했다. 1999년 4월 22일, 파이어하우스는 일본 오사카시에서 라이브 공연을 녹음했고, 같은 해 후반에 『Bring 'Em Out Live』라는 제목으로 발매했다.

### 2000년 이후

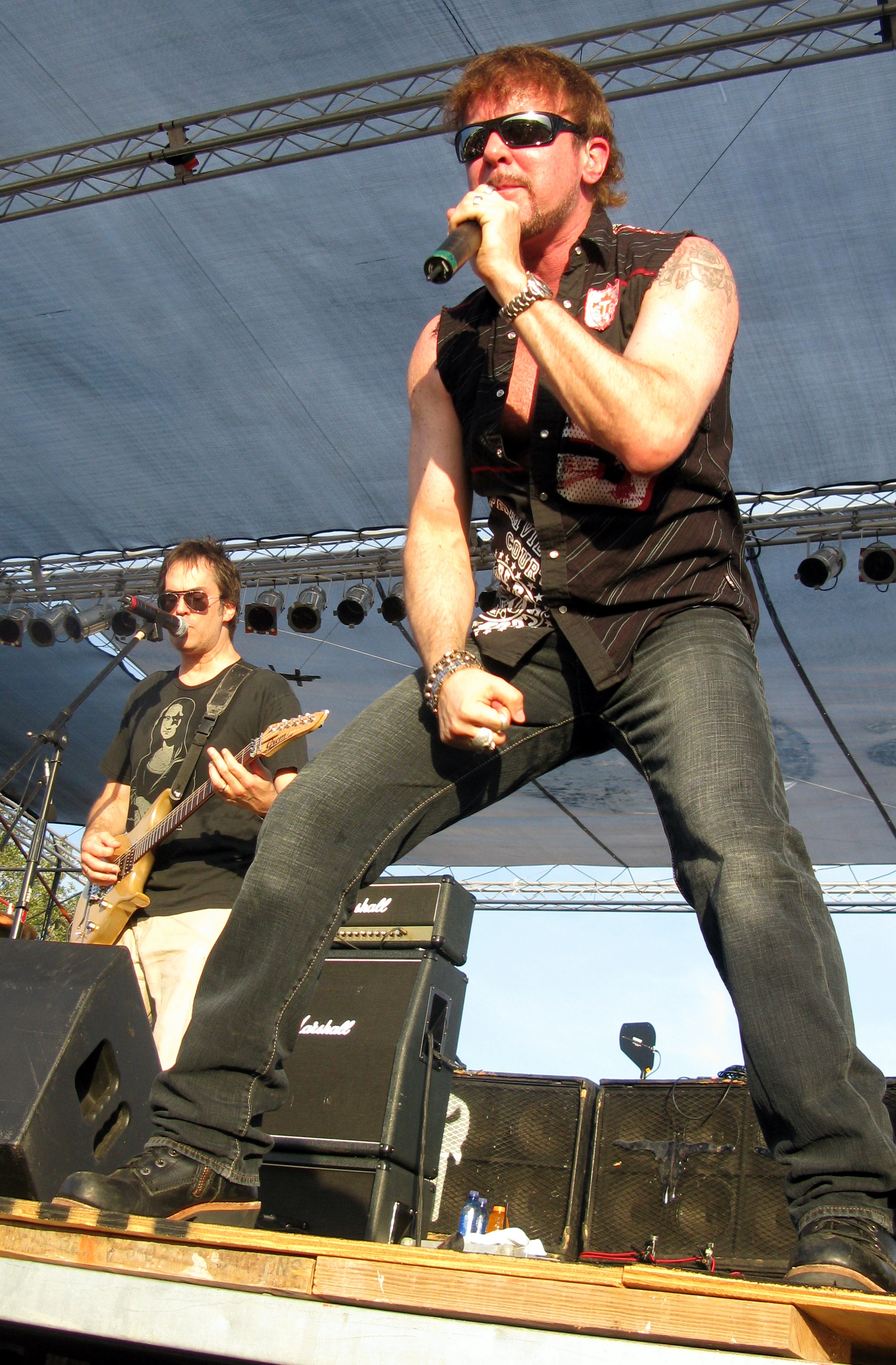
파이어하우스, 2008년. 보컬리스트 겸 작곡가 C. J. 스네어와 기타리스트 겸 작곡가 빌 레버티

2000년 언젠가 밴드는 개인적인 갈등으로 베이시스트 페리 리처드슨과 헤어지고 10년 동안 그렉 올맨 밴드에서 연주했던 브루스 와이벨을 고용했다. 레버티는 새러소타에서 와이벨을 만났고 그의 베이스 기타 실력에 감탄했다. 리처드슨의 탈퇴로 베이시스트 공석이 생기자 레버티는 와이벨에게 연락하여 밴드에 합류해 달라고 요청했다. 와이벨과 함께 그들은 다음 앨범인 『O2』를 녹음하고 도켄, 랫, 워런트, L.A. 건즈와 함께 메탈 엣지 2002 투어를 돌았다. 12주간의 투어가 끝난 후 와이벨은 가족과 더 많은 시간을 보내기 위해 밴드를 떠났다. 2003년, 와이벨은 45세의 나이로 갑작스럽게 사망했다. 기타리스트 빌 레버티는 뉴스가 터진 직후 성명을 통해 그의 죽음에 대한 밴드의 슬픔을 표명했다. 처음에는 브라질의 다리오 세이샤스가 와이벨을 대신하여 밴드의 2003년 비평가들의 찬사를 받은 앨범 『Prime Time』에서 베이스를 연주했지만, 세이샤스는 얼마 지나지 않아 밴드를 떠났고, 밴드는 베이스 연주자가 필요하다고 발표했다. 당시 재니 레인의 솔로 프로젝트에서 베이스를 연주하던 앨런 맥켄지가 오디션 테이프를 보냈고, 밴드는 그가 그 자리에 적합한 음악가라는 데 동의했다.
2004년 12월, 파이어하우스는 인도 북동부에서 콘서트를 개최한 최초의 주요 국제 록 밴드가 되었다. 밴드의 첫 인도 콘서트 날짜는 실롱이었고, 이어서 디마푸르와 아이자울에서 두 차례 더 공연했다. 밴드의 첫 인도 공연인 실롱 공연은 트리푸라 마하라자 키리트 프라디오트 데브 버만의 초청으로 4만 명 이상의 만원 관중 앞에서 열렸으며, 그 도시의 기록을 세웠다. 밴드는 2005년, 2006년에 투어를 했고, 2007년에는 노스다코타주와 같은 미국 중서부 주들을 방문하고 록클라호마를 포함한 여러 페스티벌에서 공연하며 또 다른 투어를 시작했다. 2007년 3월 인터뷰에서 밴드의 다음 앨범에 대해 질문받았을 때 기타리스트 빌 레버티는 "이번 겨울에 스튜디오에 들어갈 계획입니다. 바라건대, 모든 곡을 모아 봄/여름 발매를 위해 녹음할 수 있기를 바랍니다"라고 말했다. 밴드의 미래에 대해 C. J. 스네어는 "이것은 믿을 수 없을 정도로 대단한 경력이었습니다. 사랑하는 일을 하고, 예술가가 되고, 연예인이 되어 전 세계에 팬을 두고 생계를 유지할 수 있다는 것은... 그것이 지속되는 한, 멈출 이유를 전혀 찾을 수 없습니다"라고 언급했다.
2011년 밴드는 8번째 스튜디오 앨범인 『Full Circle』을 발매했는데, 이 앨범에는 그들의 이전 곡들을 다시 녹음한 버전이 포함되어 있다.
오랜 기간 파이어하우스의 보컬리스트였던 C. J. 스네어는 2024년 4월 5일 사망했다. 사망 당시 스네어는 건강 문제로 밴드를 잠시 떠나 있었으며, 아메리칸 아이돌 시즌 21 참가자 네이트 펙이 2023년 라이브 공연에서 그를 대신했다. 스네어의 사망 한 달 후, 파이어하우스는 펙이 밴드의 새로운 프론트맨으로 공식적으로 합류할 것이라고 발표했다.

## 밴드 멤버
현재 멤버
- 빌 레버티 – 기타, 백킹 보컬 (1984–현재)
- 마이클 포스터 – 드럼, 퍼커션, 백킹 보컬 (1984–현재)
- 앨런 맥켄지 – 베이스 기타, 백킹 보컬 (2004–현재)
- 네이트 펙 – 리드 보컬 (2024–현재; 대타 2023)

전 멤버
- C. J. 스네어 – 리드 보컬, 키보드 (1987–2024; 사망)
- 페리 리처드슨 – 베이스 기타, 백킹 보컬 (1988–2000)
- 브루스 와이벨 – 베이스 기타, 백킹 보컬 (2000–2003; 2003년 사망)
- 다리오 세이샤스 – 베이스 기타, 백킹 보컬 (2003–2004)

## 음반 목록

### 스튜디오 음반
- FireHouse (1990)
- Hold Your Fire (1992)
- 3 (1995)
- Good Acoustics (1996)
- Category 5 (1998)
- O2 (2000)
- Prime Time (2003)
- Full Circle (2011)

## 같이 보기
- 글램 메탈 밴드 및 아티스트 목록